# Cenaida Uribe
Cenaida Cebastiana Uribe Medina, coneguda esportivament com Cenaida Uribe (Lima, 2 de desembre de 1965) és una exjugadora de voleibol i política peruana. Competí als Jocs Olímpics de Seúl 1988, on aconseguí la medalla d'argent.
Atacant, jugà a la Divisió Superior Nacional de Voleibol peruana amb el Divino Maestro (1980-88), Club Sipesa Juventus (1994-96) i ABC San Felipe (1999-00). També desenvolupà gran part de la seva carrera esportiva a la Sèrie A1 italiana jugant al Pallavolo San Lazzaro VIP (1988-90), amb el qual aconseguí un subcampionat, Libertas Caltagirone (1990-91), Volley Sumirago (1991-93), Amatori Bari (1993-94) i Figurella Firenze (1995-96).

## Palmarès
Selecció peruana
- 1 medalla d'argent als Jocs Olímpics de Seúl 1988
- 1 medalla de bronze als Campionats del Món de voleibol femení (1986)
- 1 medalla d'argent als Jocs Panamericans (1987)
- 1 medalla de bronze als Jocs Panamericans (1983,)
- 3 medalles d'or als Campionats Sud-americans de voleibol femení (1985, 1987, 1989)